# خرشوف (جنس)
الخرشوف أو الحَرْشَف أو الهَيْشَر (باللاتينية: Cynara) جنس نباتي ينتمي إلى الفصيلة النجمية ويضم حوالي 15 نوعاً.

## من أنواعه الواطنة في الوطن العربي
من أنواعه الواطنة في الوطن العربي:
1. خرشوف برقاوي (الاسم العلمي:Cynara cyrenaica) في المغرب العربي
2. خرشوف بيتيسي (الاسم العلمي:Cynara baetica) في أيبيريا والمغرب العربي
3. خرشوف تورنفور (باللاتينية: Cynara tournefortii) في المغرب العربي وإسبانيا والبرتغال
4. الخرشوف الحوراني (باللاتينية: Cynara auranitica) في بلاد الشام وتركيا
5. الخرشوف السوري (باللاتينية: Cynara syriaca) في بلاد الشام وتركيا
6. الخرشوف الشوكي أو الأرضي شوكي (باللاتينية: Cynara cardunculus) في المغرب العربي وغرب حوض البحر الأبيض المتوسط ويزرع في مناطق أخرى كثيرة
7. الخرشوف القرني (باللاتينية: Cynara cornigera) في مصر والمغرب العربي وقبرص واليونان
8. الخرشوف القصير (باللاتينية: Cynara humilis) في المغرب العربي
9. الخرشوف القرني (باللاتينية: Cynara cornigera) في المغرب العربي ومصر وقبرص واليونان

## الأنواع الأخرى
- خرشوف غربي (الاسم العلمي:Cynara algarbiensis) في أيبيريا
- خرشوف بري (الاسم العلمي:Cynara scolymus)
- خرشوف عديم الساق رابنطية (الاسم العلمي:Rhaponticum acaule)
- خرشوف شويكي (الاسم العلمي:Cynara carduncellus)
- خرشوف حمراني (الاسم العلمي:Cynara erysithaloides)
- خرشوف مكريسي (الاسم العلمي:Cynara makrisii) في قبرص